# Fernando Linares
Fernando Linares é um dramaturgo brasileiro, um dos fundadores do Grupo Galpão.

## Trabalhos
- E a Noiva Não Quer Casar (1982)
- De Olhos Fechados (1983)
- Ó Procê Vê na Ponta do Pé (1984)
- Arlequim Servidor de Tantos Amores (1985)
- Triunfo, Um Delírio Barroco (1986)
- A Comédia da Esposa Muda (1986)
- Foi por Amor (1987)
- Corra Enquanto É Tempo (1988)
- Álbum de Família (1990)
- Romeu e Julieta (1992)
- A Rua da Amargura (1994)
- Um Molière Imaginário (1997)
- Partido (1999)
- Um Trem Chamado Desejo (2000)
- O Inspetor Geral (2003)
- Um Homem É Um Homem (2005)
- Pequenos Milagres. O Vestido (2007)
- Pequenos Milagres. Cabeça de Cachorro (2007)